# Cund, Mureș
Cund, mai demult Cundu (în dialectul săsesc Reisdref, în germană Reußdorf, Reussdorf, Reisdorf, Kunden, în maghiară Kund) este un sat în comuna Bahnea din județul Mureș, Transilvania, România.

## Localizare
Satul Cund se gasește la aprox. 33 km de Târnăveni, 12 km de Dumbrăveni, 45 km de Târgu Mureș, 30 km de Mediaș și 30 km de Sighișoara.

## Populație
În anul 1992 satul avea un număr de 197 locuitori, din care 76 români, 61 germani și 60 maghiari.

## Obiective turistice
- Biserica evanghelică construită în secolele XIV-XV, turnul finalizat în 1804. Este o biserică săsească fortificată, turnul fiind prevăzut cu un ceas (actualmente nefuncțional), acesta fiind afișat pe toate cele patru fețe ale turnului și angrenat la un singur mecanism.

## Galerie de imagini

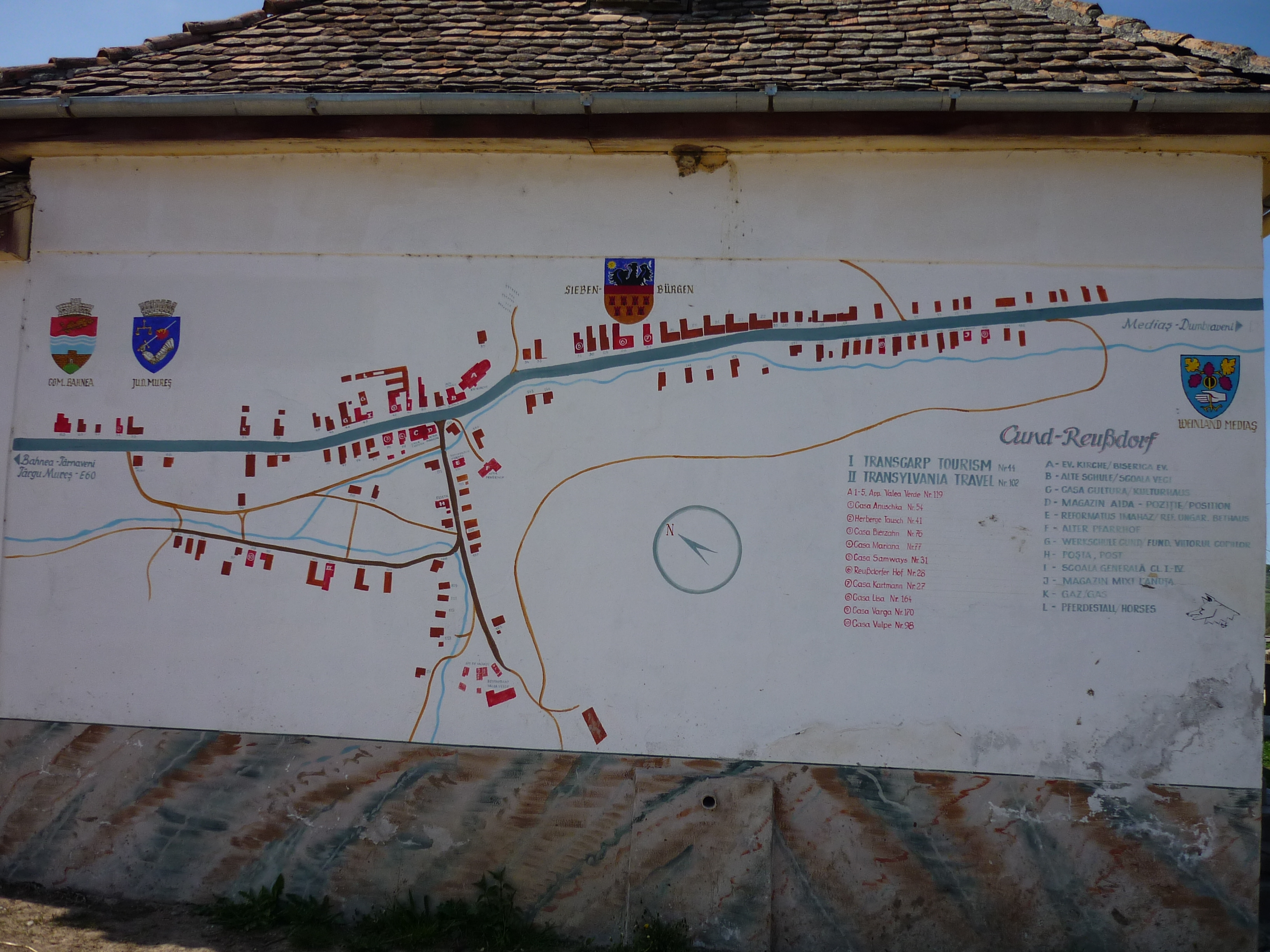
Harta satului Cund de pe peretele unei case
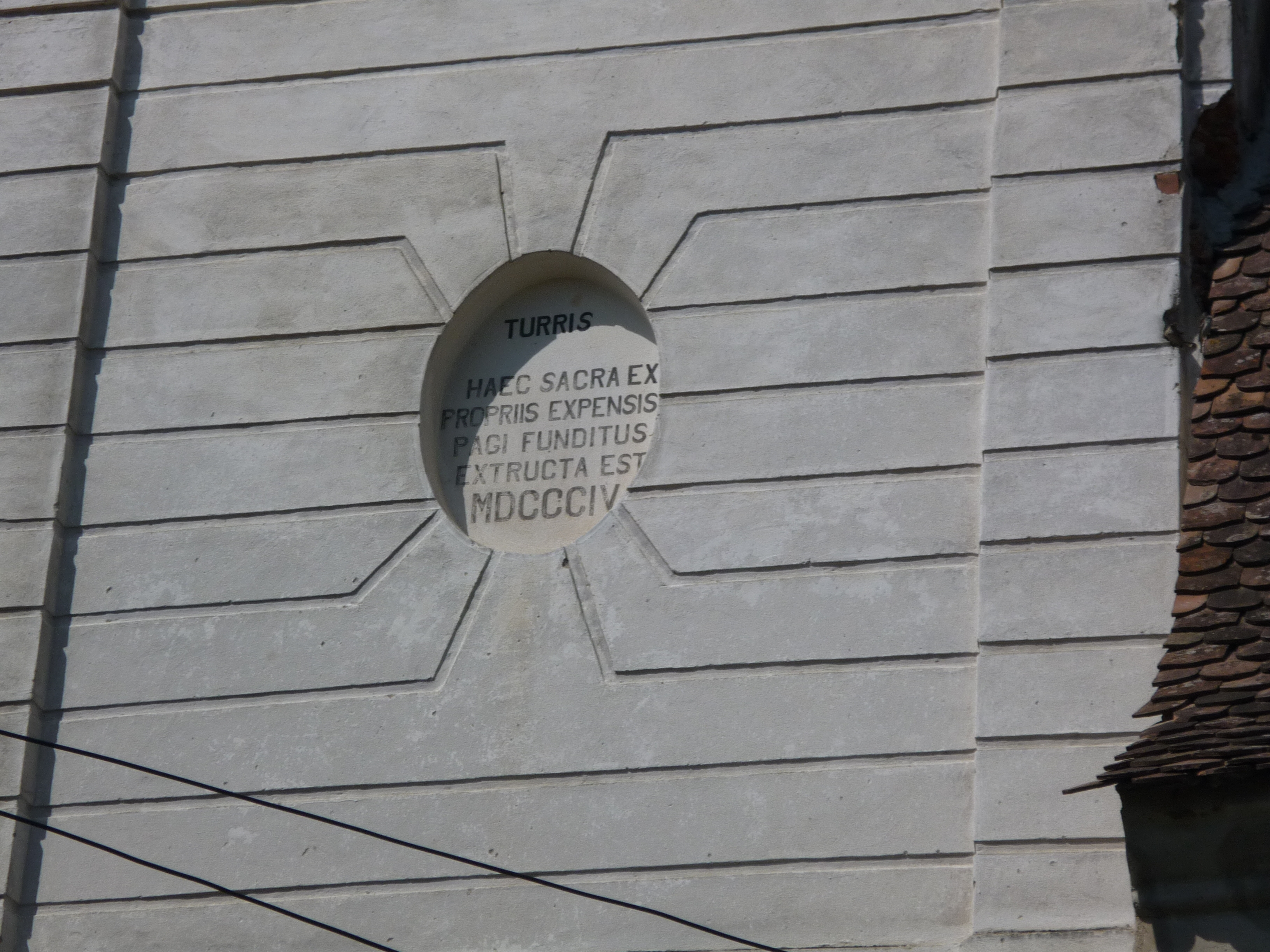
Inscripție pe turla bisericii evanghelice cu data construcției acesteia, MDCCCIV